# L'isola dei pirati
L'isola dei pirati è un romanzo di Michael Crichton, pubblicato postumo dalla HarperCollins il 24 novembre 2009 negli Stati Uniti e in Italia il 26 novembre 2009. Si tratta di un romanzo storico avventuroso riguardante i corsari giamaicani del XVII secolo. Si può considerare il successore spirituale di un altro notevole romanzo storico di Crichton, La grande rapina al treno.

## Storia editoriale
Il romanzo è stato scoperto in uno dei computer di Crichton dal suo assistente dopo la morte dell'autore, assieme ad un altro romanzo, di genere techno-thriller, non terminato la cui pubblicazione sarebbe dovuta avvenire nell'autunno del 2010. Questo romanzo fu poi completato da Richard Preston e pubblicato nel novembre 2011 con il titolo Micro.
Secondo Jonathan Burnham, un editore della HarperCollins, L'isola dei pirati è stato scritto assieme al più recente romanzo di Crichton pubblicato mentre era in vita, Next.
Il libro è menzionato da Crichton nel romanzo autobiografico Viaggi del 1988, nel capitolo in cui tratta di una sua disavventura a Spanish Town in Giamaica; all'inizio del capitolo parla di un libro sulla Giamaica del XVII secolo al quale aveva lavorato per anni, motivo per il quale desidera visitare il museo cittadino.

## Trama
L'isola dei pirati ha come protagonista un corsaro di nome Charles Hunter che, assieme al governatore della Giamaica sir James Almont, progetta di rubare un galeone spagnolo per razziarne il tesoro. La presenza di questo galeone viene resa nota da un mercantile inglese arrivato a Port Royal; dopo qualche indagine si scopre che questo galeone è ancorato nella vicina isola di Matanceros, fortemente sorvegliata dal mare e da terra dai soldati spagnoli guidati dal sadico capitano Cazalla. Ma questo non fermerà l'intrepido capitano Hunter.

## Adattamento cinematografico
Steven Spielberg ha espresso nel 2009 il desiderio di realizzarne un film, dato che è un grande appassionato dei lavori di Crichton e che ha sempre voluto realizzare un film sui pirati. Il regista ha assoldato David Koepp per scrivere la sceneggiatura. Il film avrebbe dovuto essere prodotto dalla Reliance Big Entertainment di Anil Ambani e dalla DreamWorks SKG dello stesso Spielberg, ma l'idea non ha avuto alcun seguito.